# Xã Herman, Quận Lake, South Dakota
Xã Herman (tiếng Anh: Herman Township) là một xã thuộc quận Lake, tiểu bang Nam Dakota, Hoa Kỳ. Năm 2010, dân số của xã này là 624 người.